# Vaudebarrier
Vaudebarrier ist eine französische Gemeinde mit 207 Einwohnern (Stand: 1. Januar 2022) im Département Saône-et-Loire in der Region Bourgogne-Franche-Comté (vor 2016 Bourgogne). Sie gehört zum Arrondissement Charolles und zum Kanton Charolles. Die Einwohner werden Vaudebarrois genannt.

## Geographie
Vaudebarrier liegt etwa 58 Kilometer südwestlich von Chalon-sur-Saône. An der nördlichen Gemeindegrenze verläuft der Fluss Semence.
Nachbargemeinden von Vaudebarrier sind Charolles im Norden und Nordwesten, Vendenesse-lès-Charolles im Osten und Nordosten, Ozolles im Südosten sowie Marcilly-la-Gueurce im Süden und Westen.

## Bevölkerungsentwicklung
| Jahr                      | 1962 | 1968 | 1975 | 1982 | 1990 | 1999 | 2006 | 2011 | 2016 |
| Einwohner                 | 214  | 213  | 205  | 233  | 226  | 244  | 237  | 236  | 228  |
| Quelle: Cassini und INSEE |      |      |      |      |      |      |      |      |      |

## Sehenswürdigkeiten
- Kirche Saint-Antoine
- Schloss Molleron aus dem 16. Jahrhundert

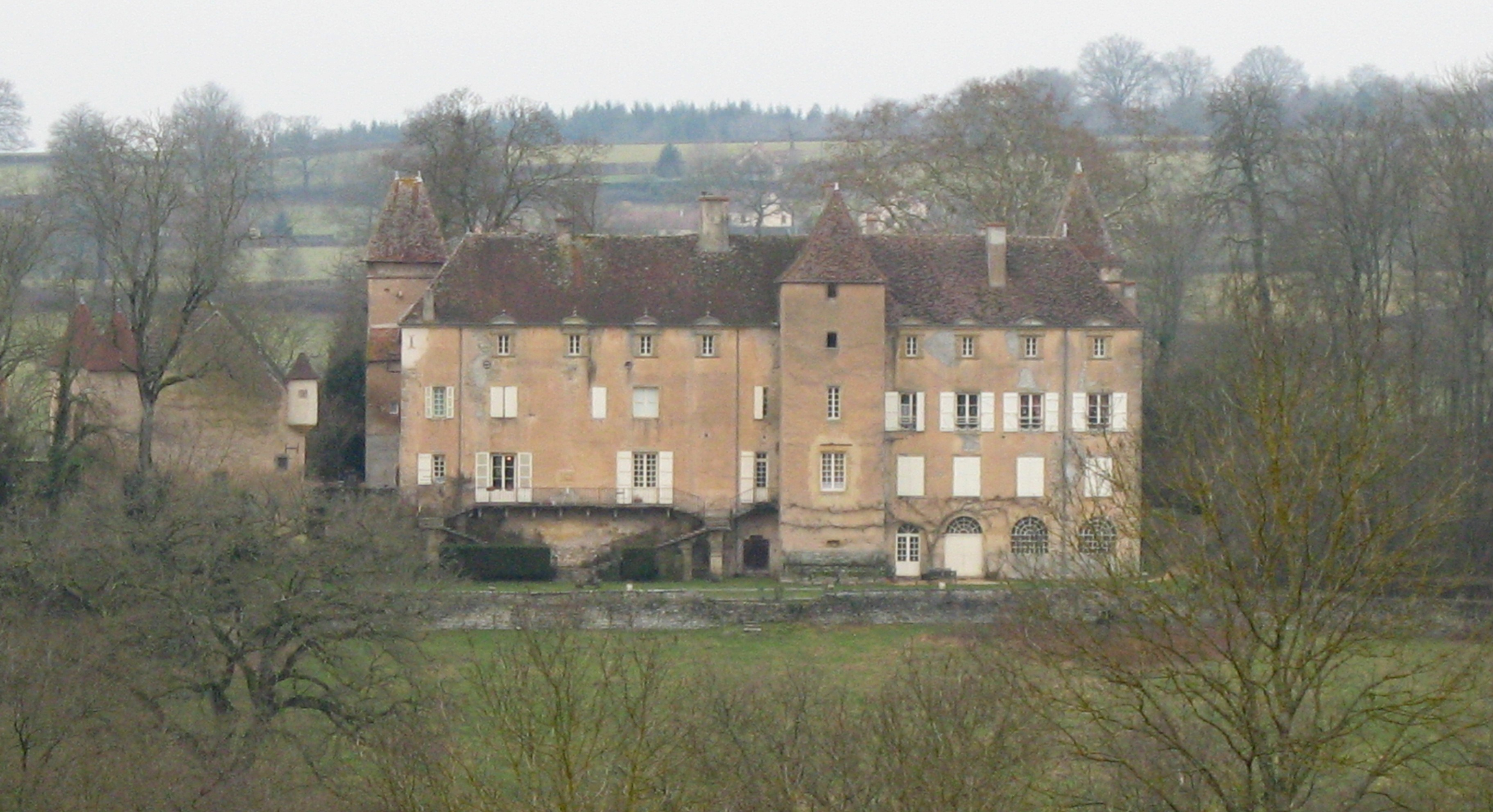
Schloss Molleron